# Laboratoire aérodynamique Eiffel
El Laboratoire aérodynamique Eiffel (Laboratorio de aerodinámica Eiffel) es un instituto de investigación, asociado al Centro Científico y Técnico de la Edificación. Está ubicado en París, Francia, distrito 16.

## Historia
La Société Aérodynamique Eiffel opera el túnel de viento de Auteuil, diseñado en 1912 por Gustave Eiffel y catalogado como Monumento histórico.
Aunque estaba preocupado por la resistencia al viento de las estructuras, Gustave Eiffel no trabajó mucho sobre este tema. Realizó muy pocas pruebas en túneles de viento sobre este tema concreto y sólo estudió una de sus construcciones, el viaducto de Garabit. Su principal contribución a la aerodinámica se refiere a la aviación.
Gustave Eiffel es reconocido como uno de los precursores de la aerodinámica experimental, particularmente para la aeronáutica.
Ya en 1915, Gustave Eiffel puso sus instalaciones y conocimientos al servicio de la Sociedad Peugeot para mejorar las prestaciones de un coche de carreras.
Esta actividad permaneció marginal hasta 1950, pero luego se desarrolló muy rápidamente a petición de la industria del automóvil. El laboratorio diseñó y fabricó una balanza aerodinámica para medir los principales coeficientes aerodinámicos.
A partir de 1945, las instalaciones del Laboratorio Eiffel se utilizaron para determinar las dimensiones del viento en estructuras de ingeniería.
Muy recientemente, en 2016, el laboratorio Eiffel ayudó a ADEME (Agence de l'environnement et de la maîtrise de l'énergie) y a las autoridades públicas a redactar normas para la ventilación natural de las viviendas en los departamentos franceses de ultramar.

## Socios de investigación
- Institut polytechnique des sciences avancées
- École nationale supérieure d'architecture de Paris-Malaquais
- École d'Architecture de La Réunion
- Universidad de Florencia
- IUT de Cachan